# Dirty Pretty Things
Dirty Pretty Things byla anglická indie-rocková hudební skupina vedená zpěvákem Carlem Barâtem. Zformovala se v září 2005, když neshody mezi Barâtem a Dohertym vedly k rozpadu The Libertines. V Libertines působil i bubeník Gary Powell, a kytarista Anthony Rossomando, Didze Hammonda zlanařili poté, co opustil kapelu Cooper Temple Clause.
Hned v říjnu téhož roku koncertovali v Itálii a Francii, v květnu 2006 vydali úspěšné album Waterloo to Anywhere. Další album Romance at Short Notice se singlem „Tired of England“ se v britské Top 40 udrželo jen jeden týden, navíc až na 35. místě.
Dne 1. října 2008 kapela oznámila, že po britském turné, jež odstartovalo 3. října 2008, se na chvíli odmlčí, aby si odpočinuli a nabrali nových sil. Zároveň však popřeli návrat k Libertines.

## Diskografie

### Studiová alba
- 2006 - Waterloo to Anywhere
- 2008 - Romance at Short Notice

### DVD
- Puffing on a Coffin Nail - Live at the Forum

### Singly
- 2006 - „Bang Bang You’re Dead“
- 2006 - „Deadwood“
- 2006 - „Wondering“

## Zajímavosti
- V lednu 2005 se na scéně objevila britská skupina s názvem Dirty Pretty Things, hudebníci se nakonec domluvili, že méně známí Angličané si změní název na Mitchell Devastation.
- Basista Didz Hammond je mimo muzikanta také talentovaný komik. Na jevištích se objevuje už od mládí, zahrál si i v několika filmech .
- Dirty Pretty Things (v překladu Špína Londýna) je též název filmu z roku 2002. Snímek s Audrey Tautou byl dokonce nominován na Oscara (nejlepší původní scénář).